# Hagău (okręg Marusza)
Hagău – wieś w Rumunii, w okręgu Marusza, w gminie Râciu. W 2011 roku liczyła 32 mieszkańców.